# 斑背潜鸭
斑背潜鸭（学名：Aythya marila）为鸭科潜鸭属的鸟类，俗名铃凫、东方蚬鸭。分布于欧亚大陆、冰岛、北美洲、印度、日本、朝鲜、欧洲西部沿岸、地中海沿岸、黑海沿岸、台湾岛以及中国大陆的东北、河北、山东、长江以南东部各省、广东、广西等地，主要栖息于内陆水面、南方海岸、海港、河口、池塘以及河流。该物种的模式产地在欧洲北部Lapland。夏季，它在阿拉斯加、加拿大北部、西伯利亞和歐洲最北端繁殖。冬季，它會遷徙到北美、歐洲和日本的海岸地區。
雄性斑背潛鴨比雌性大，頭部較圓；它們有明亮的藍色喙和黃色眼睛。其頭部為深色，帶有綠色光澤；胸部黑色，腹部白色，翅膀上有一道白色條紋。雌性大多為棕色，翅膀上同樣有白色條紋。它們的喙為暗藍色，臉上有白色斑塊。
斑背潛鴨在靠近水的地方築巢，通常在北方湖泊的島嶼上或漂浮的植物墊上。它們在兩歲時開始繁殖，但第一年就開始築巢。雄性有複雜的求偶行為，這發生在返回夏季繁殖地的遷徙過程中，並以形成單配偶制的配偶關係結束。雌性會產下六到九枚橄欖褐色的卵。卵在24到28天內孵化。覆蓋著絨羽的小鴨在孵化後立即能夠跟隨母鴨尋找食物。
斑背潛鴨以水生軟體動物、植物和昆蟲為食，通過潛水到23英尺的深度獲取食物。它們形成的大群體被稱為 "rafts"，數量可達數千隻。它們的主要威脅是人類活動，儘管它們也被貓頭鷹、臭鼬、浣熊、狐狸、土狼和人類捕食。自1980年代以來，斑背潛鴨的數量一直在減少；然而，它們在國際自然保護聯盟瀕危物種紅色名錄上仍被列為無危物種。

## 分類
斑背潛鴨於1761年由卡爾·林奈正式描述，命名為雙名法 Anas marila。模式產地是拉普蘭。 這個物種現在被歸入由德國動物學家弗里德里希·博伊於1822年為斑背潛鴨引入的潛鴨屬（Aythya）。
屬名Aythya源自古希臘aithuia，指的是亞里士多德等人提到的海鳥，可能指的是鴨子、海雀或其他海鳥。物種名marila來自希臘語，意為木炭灰或煤塵。

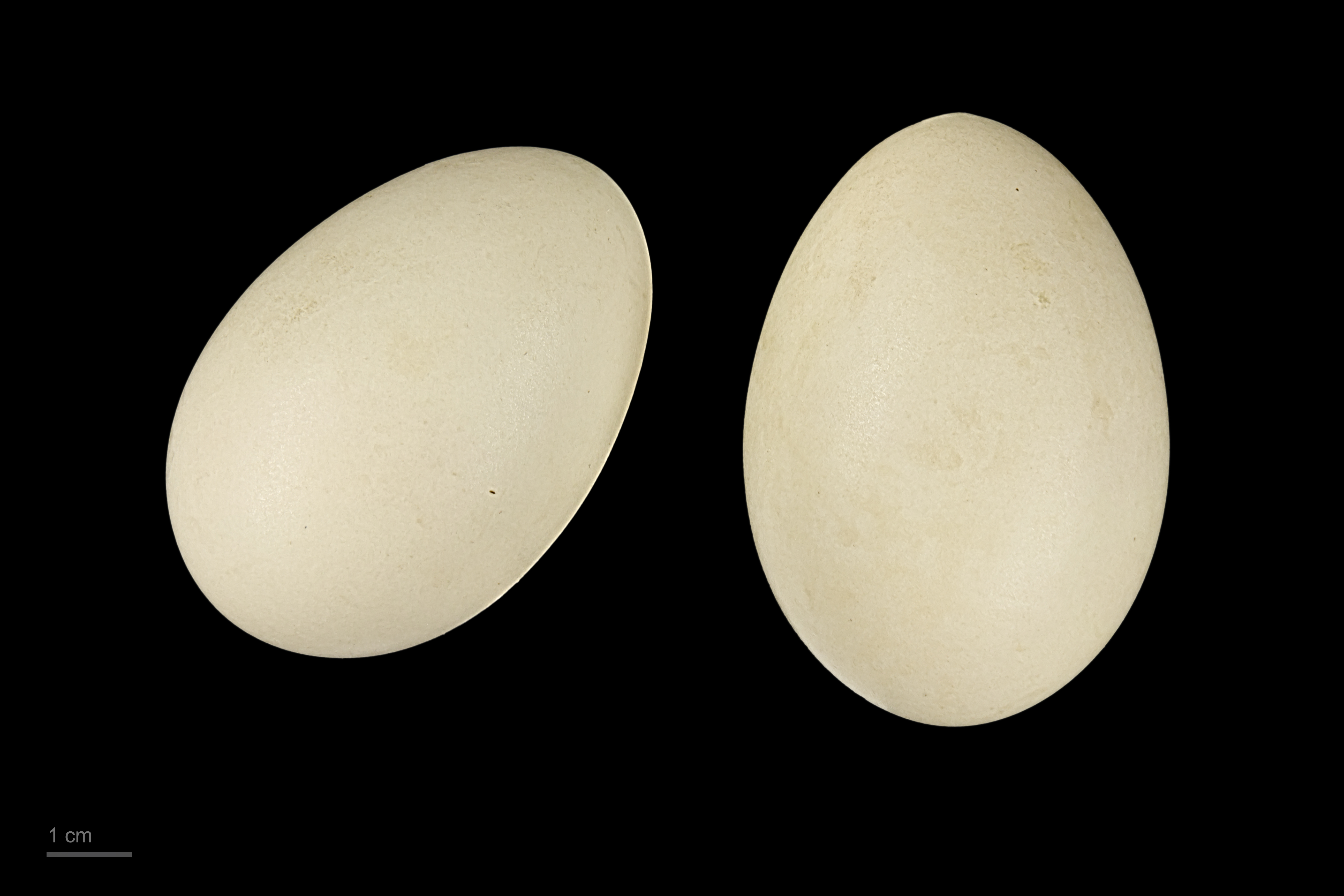
Aythya marila

至少有兩個斑背潛鴨亞種被認可。指名亞種A. m. marila分布於從北歐到西伯利亞東部，位於勒拿河以西。北美的種群被認為是另一個亞種A. m. nearctica，其特點是通常額頭較高，雄性背部有更明顯的波紋狀斑紋，初級飛羽上的白色較少。marila 東亞的斑背潛鴨（從勒拿河以東到白令海）介於兩個亞種之間，有時被歸為其他亞種或作為一個獨立亞種A. m. mariloides，儘管後者名稱無效，因為它首先用來描述的是小斑背潛鴨（A. affinis）。 根據體型差異，一個更新世古亞種Aythya marila asphaltica 也由謝列布羅夫斯基於1941年從阿塞拜疆比納嘎迪發現的化石中描述。斑背潛鴨的名字可能來自"scalp"，一個蘇格蘭語和北英格蘭英語中的貝床，或來自鴨子的求偶鳴聲："scaup scaup"。
一項對潛鴨的系統發生分析，檢查了骨骼解剖和皮膚，發現斑背潛鴨和小斑背潛鴨是彼此最親近的親屬，鳳頭潛鴨是這對親屬中次近的親屬。

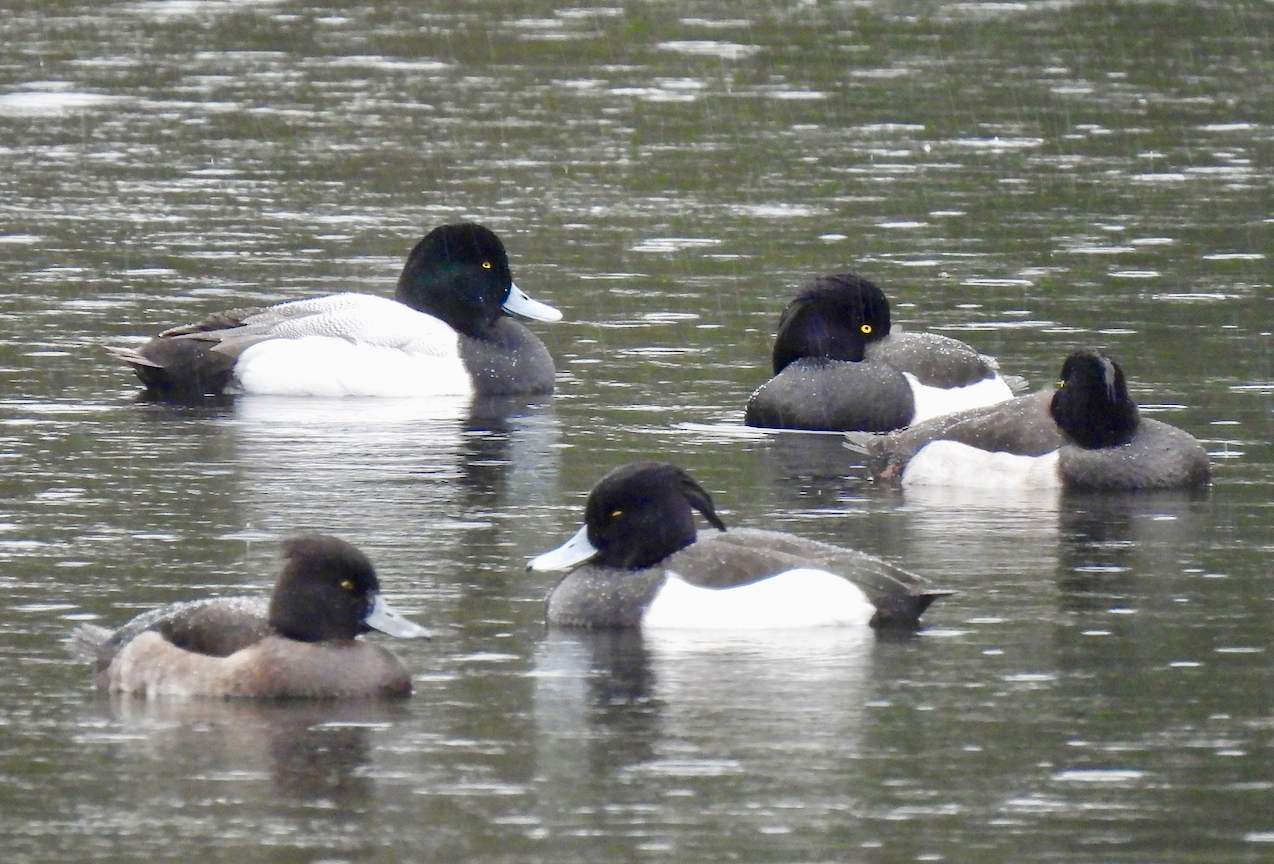
對比照片: 斑背潛鴨 (左上) vs. 鳳頭潛鴨 (Aythya fuligula)

## 描述
成年斑背潛鴨體長39—56 cm（15—22英寸），翼展71—84 cm（28—33英寸），體重726—1,360 g（1.601—2.998磅）。它有藍色的喙和黃色的眼睛，比其近親小斑背潛鴨重20%且長10%。 雄鴨有一個帶有綠色光澤的黑色頭部，黑色的胸部，淡色的背部，黑色的尾巴和白色的腹部。雄鴨或公斑背潛鴨比雌鴨大，頭部較圓。雄鴨的腹部和兩側是亮白色的。其頸部、胸部和尾羽是光亮的黑色，而下側兩側是細波狀斑紋灰色。上翼有一條從翼鏡羽開始並沿飛羽延伸到翼尖的白色條紋。兩性腿和腳都是灰色的。
成年雌鴨的身體和頭部是棕色的，翅膀上的白色標記類似於雄鴨，但略顯暗淡。它在喙基部有一道白色帶和棕色橢圓形斑塊，其喙的藍色比雄鴨的略暗。 幼年斑背潛鴨看起來類似於成年雌鴨。斑背潛鴨雄鴨的非繁殖羽毛看起來類似於其繁殖羽毛，只是羽毛的淡色部分是暗黃灰色。
在野外區分斑背潛鴨和小斑背潛鴨可能很困難。斑背潛鴨的頭部通常較圓，白色翼條較為明顯。其喙通常較大較寬，末端常有一個大的黑色甲片。北美亞種nearctica通常額頭較高，翅膀上的白色較少，介於歐洲亞種marila和小斑背潛鴨之間。

## 分佈與棲地
斑背潛鴨環繞北極分佈，繁殖於北極圈內，既包括舊大陸（古北界）也包括北美洲（新北界）。夏季它分布於阿拉斯加、西伯利亞和歐洲北部。它也出現在亞洲，全年都在阿留申群島。 夏季棲地是沼澤低地苔原和淡水湖泊的島嶼。秋季，斑背潛鴨開始遷徙南下過冬。它們在北美洲的太平洋和大西洋沿岸、歐洲西北部沿岸、裏海、黑海、日本沿岸、黃海和東海過冬。 冬季期間，它們出現在沿海灣、河口，有時也出現在內陸湖泊，如中歐的湖泊和五大湖。
在歐洲，斑背潛鴨在冰島、斯堪的納維亞半島北部海岸（包括波羅的海北部）、斯堪的納維亞高山和俄羅斯靠近北冰洋的地區繁殖。這些鳥在不列顛群島、挪威西部、瑞典南端、從布列塔尼到波蘭的海岸（包括整個丹麥）、阿爾卑斯山、亞得里亞海東部、黑海北部和西部及裏海西南部過冬。
在北美洲，斑背潛鴨夏季分布於紐芬蘭與拉布拉多、昂加瓦灣、哈德遜灣、溫尼伯湖、育空北部、曼尼托巴北部和薩克其萬北部。冬季分布於從北不列顛哥倫比亞到下加利福尼亞半島的北美洲海岸，以及從新斯科舍和新不倫瑞克到佛羅里達，以及五大湖和墨西哥灣的海岸。

## 行為

### 繁殖

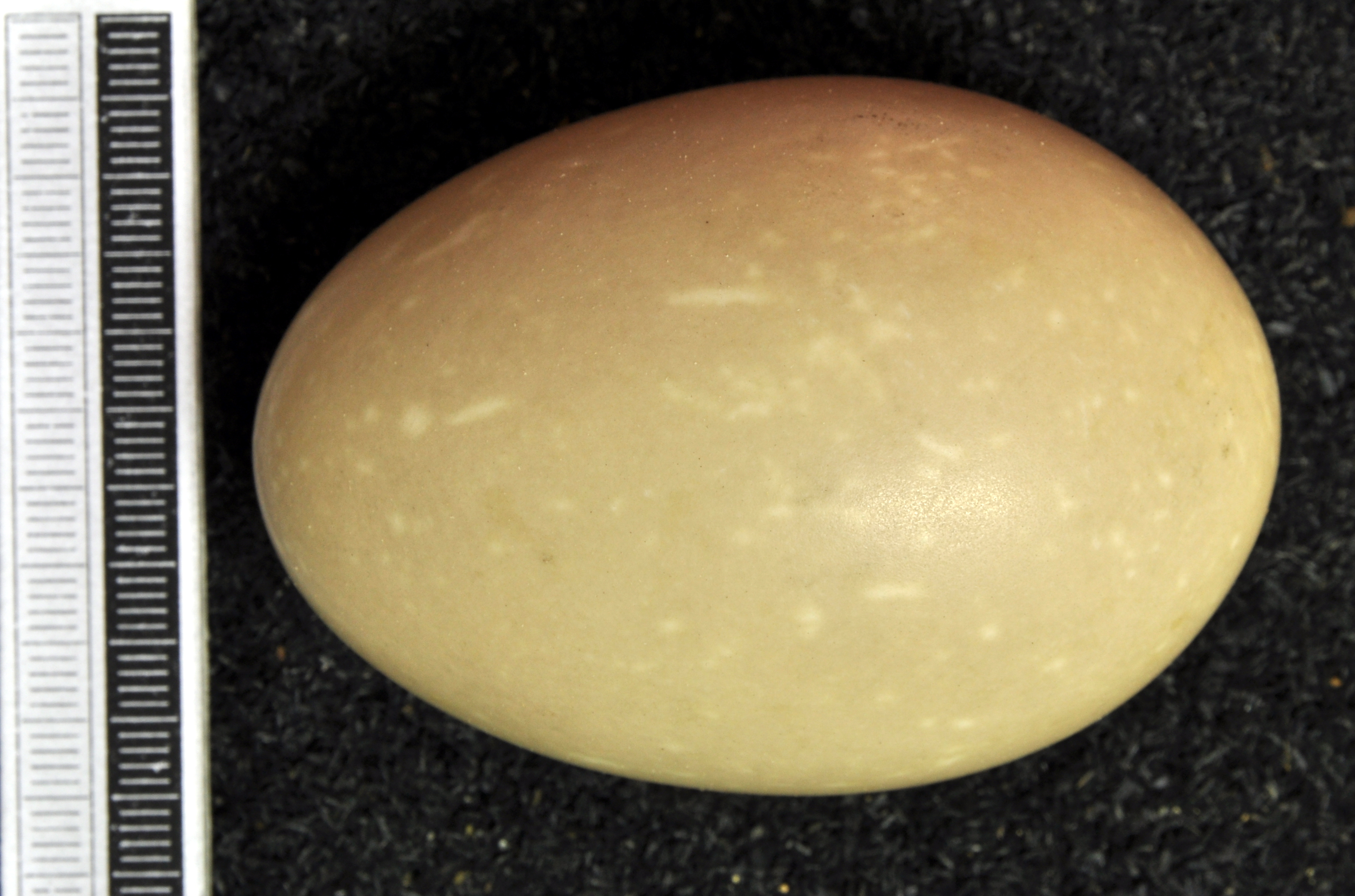
蛋, 收藏於威斯巴登博物館

斑背潛鴨在苔原和針葉林中繁殖；據估計，75%的北美斑背潛鴨在阿拉斯加繁殖。它們通常在北方大湖的島嶼上築巢。斑背潛鴨在兩歲時開始繁殖，儘管它們可能在一歲時就開始築巢。雄性斑背潛鴨有一種柔和而迅速的哨聲，用於在求偶過程中吸引雌鴨，這個過程發生在晚冬至早春，牠們返回北方繁殖地的途中。雌性斑背潛鴨發出單調的、沙啞的“arrr-arrr-arrr-arrr-arrr”聲音。 求偶過程複雜，最終形成單配對。
配對的鳥兒在大型聚落中緊密地築巢，通常在水邊的島嶼或岸邊，或浮動的植被上。巢由雌鳥挖掘出淺坑並用她的羽毛襯裡而成。 雌鳥產卵後，雄鳥會離開雌鳥，與其他雄鳥一起前往一個大而孤立的湖泊進行換羽。這些湖泊可能靠近繁殖地或數英里之外。選擇的湖泊每年都被同一群鴨子使用。最佳的換羽湖泊相對較淺，且有豐富的食物來源和遮蔽物。
雌鳥會產下六到九顆橄欖色的蛋， 並孵化24-28天。 較大的卵數可能表明存在其他斑背潛鴨或其他鴨種的巢寄生現象。 剛孵化的小鴨覆有絨毛，很快就能走路、游泳和自行覓食；然而，它們在孵化後40-45天才能飛行。 脆弱的小鴨跟隨母親，母鴨保護它們免受掠食者的侵害。

### 覓食

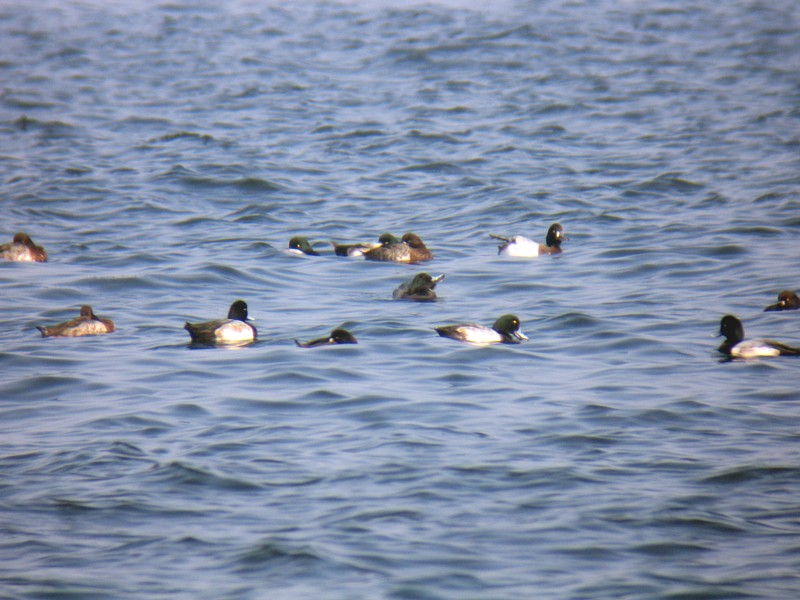
一群覓食中的斑背潛鴨, 攝於東京灣, 日本

斑背潛鴨潛水以獲取食物，然後在水面上進食。 它們主要食用軟體動物、水生植物和水生昆蟲。 在夏季，斑背潛鴨會吃小型水生甲殼動物。 有報告稱，四隻斑背潛鴨在4月的芝加哥附近吞食冬眠中的豹蛙（其身體長度約5公分，或2英寸），這些蛙是它們從路邊淡水池中挖掘出來的。 在淡水生態系統中，斑背潛鴨會吃種子、葉子、莖和根，以及莎草、塘藻、麝香草和美洲苦草。 由於斑背潛鴨的蹼足和體重，它可以潛到6（20英尺），並且能夠潛水達一分鐘，使它能夠到達其他潛水鴨無法獲取的食物來源。

## 威脅
斑背潛鴨的常見掠食者包括貓頭鷹、臭鼬、浣熊、狐狸、郊狼和人類。 斑背潛鴨經常被漁網纏住，因此每年有大量鴨子在網中溺亡。斑背潛鴨可以感染禽流感，因此未來的疫情有可能威脅到斑背潛鴨的種群。
儘管斑背潛鴨面臨許多威脅，但對其生存的最大挑戰是人類開發和徑流混合導致的棲地退化。 斑背潛鴨在換羽和冬季期間受到有機氯污染物增加的威脅。油和污水污染也威脅著這種鴨子。由於80%的斑背潛鴨種群在城市化的大西洋遷徙路線過冬，這些鴨子受到高水平有機污染物的影響，食物和棲地中的重金屬含量也增加。
一組美國和加拿大科學家研究斑背潛鴨在五大湖區的遷徙情況，發現100%的雌性斑背潛鴨和77%的雌性小斑背潛鴨體內的硒含量增加。硒是一種在某些土壤中自然存在的半金屬微量元素，動物生命需要微量硒，但過量硒會導致生殖危害且高度有毒。在五大湖區遷徙過程中，斑背潛鴨有可能通過食用入侵的斑馬貽貝而攝入硒，這可能導致雌鴨不育。 雌鴨的不育導致種群減少。
在對107隻斑背潛鴨的研究中，所有樣本中均檢出鐵、鋅、錳、銅、鉛、鎘、鈷和鎳的痕跡，不同組織中金屬濃度各不相同。進一步分析顯示，腎臟中的鎘含量最高，肝臟中的銅和錳含量最高，肝臟和胃中的鋅含量最高，肺部和肝臟中的鐵含量最高。 比較性別時，濃度沒有差異。

## 保育
斑背潛鴨被IUCN紅色名錄列為無危物種。 在空中種群調查中，斑背潛鴨和小斑背潛鴨一起計數，因為從空中看它們幾乎一模一樣。據估計，斑背潛鴨約佔大陸斑背潛鴨種群的11%。自1980年代以來，斑背潛鴨的種群數量一直在穩步下降。一些主要原因包括棲地喪失、污染物、繁殖棲地的變化以及雌鴨生存率下降。2010年美國斑背潛鴨種群調查顯示有420萬隻斑背潛鴨， 而全球斑背潛鴨種群調查估計有120萬到140萬隻成熟斑背潛鴨。 除了空中種群調查，還有斑背潛鴨的鳥類環志計劃。給它們戴上金屬腿環，這樣如果斑背潛鴨被獵人殺死或被另一個環志小組捕獲，可以將環上的號碼報告給生物學家和野生動物組織。這些環志計劃提供了關於遷徙模式、捕獲率和生存率的寶貴數據。

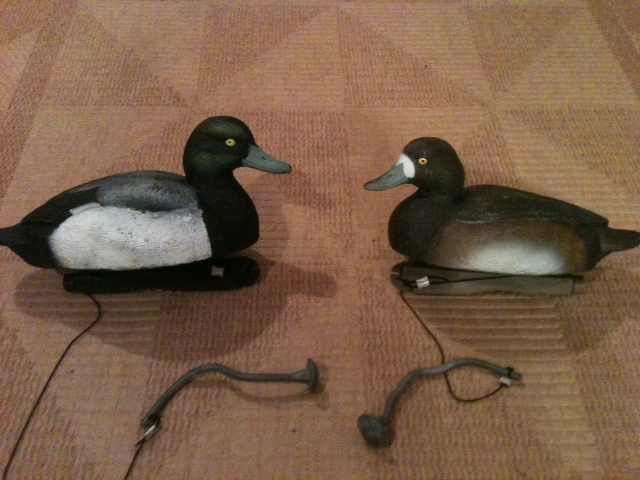
斑背潛鴨誘餌，雄性在左邊，雌性在右邊。每個都附有鉛重。

## 人類互動
斑背潛鴨在北美和歐洲是一種受歡迎的獵禽。 它們在丹麥、德國、希臘、法國、英國和愛爾蘭， 以及伊朗被獵殺，既用於運動也用於商業目的。 斑背潛鴨被用霰彈槍獵殺，因為它們必須在飛行中被擊中，